# 박희정 (골프 선수)
박희정(1980년 2월 27일~)은 대한민국의 골프 선수이다. 1999년에 프로로 전향하여 한국 LPGA 투어에서 1회 우승했다.